# MOA-2009-BLG-387L b
MOA-2009-BLG-387L b est une exoplanète orbitant autour de l'étoile MOA-2009-BLG-387L, dans la constellation du Sagittaire. Sa découverte est annoncée en février 2011.

## Découverte
L'événement MOA-2009-BLG-387 fut détecté le 24 juillet 2009 lors d'une observation par microlentille gravitationnelle menée par la collaboration Microlensing Observations in Astrophysics, qui recherche et observe des alignements brefs entre des étoiles et d'autres étoiles ou objets célestes ; l'effet de lentille gravitationnelle créé par de tels alignements produit des images déformées qu'il est possible d'interpréter pour en tirer des informations. Durant les jours suivants, deux événements caustiques, séparés par un intervalle de deux jours, furent détectés par le South African Astronomical Observatory, l'observatoire de Perth et l'observatoire de Canopus Hill. 
Le 7 juillet 2010, longtemps après la fin de l'événement de microlentille, les équipes scientifiques étudiant l'étoile MOA-2009-BLG-387L utilisèrent le NACO, un instrument d'optique adaptative du Very Large Telescope (au Chili) pour déterminer la magnitude apparente réelle de l'étoile qui avait servi de microlentille à l'étoile située derrière elle, dans l'espoir de comparer cette nouvelle grandeur avec la magnitude mesurée de l'étoile pendant l'événement de microlentille. Ils observèrent alors une différence de grandeurs, différence qui pouvait être due soit à une erreur, soit à la présence d'un corps planétaire. L'interprétation des observations ultérieures confirma la présence d'une exoplanète, baptisée dès lors MOA-2009-BLG-387Lb. Le ratio entre la masse de la planète et la masse de son étoile est bien déterminé, mais une large marge d'incertitude subsiste car les données concernant la masse de l'étoile sont comprises dans un large intervalle de confiance. 
La découverte de la planète MOA-2009-BLG-387Lb a été publiée le 21 février 2011 dans la revue Astronomy and Astrophysics.

## Caractéristiques
MOA-2009-BLG-387L b est une planète géante gazeuse, dont la masse estimée est de 2,6 fois celle de Jupiter et qui, à son grand axe (mean distance), se trouve à 1,8 UA de son étoile hôte. Sa période orbitale est d'environ 1 970 jours.